# Sergio Saroni
Sergio Saroni (Torino, 24 novembre 1934 – Torino, 6 novembre 1991) è stato un pittore italiano.

## Biografia
Saroni fu allievo dell'Accademia Albertina di Torino.
Esponente del cosiddetto "informale naturalistico", espose alla Biennale di Venezia nel 1956, nel 1958 e nel 1962. Ancora nel 1956 e nel 1958 vince premi acquisto alla quarta e sesta edizione del Premio Spoleto.
Nel 1963 una sua opera venne esposta alla mostra Contemporary Italian Paintings, allestita in alcune città australiane.
Nello stesso anno partecipò alla mostra internazionale della Nuova Figurazione a Firenze; espose alla mostra Mitologie del nostro tempo, nel 1965, ad Arezzo.
Insegnante al Liceo Artistico, ottenne poi la cattedra di pittura all'Accademia Albertina, di cui diventò direttore promuovendo, fra l'altro, la riapertura della Pinacoteca Albertina.
Morì nel 1991.